# Rafael Lopes
Pour les articles homonymes, voir Lopes.
Rafael Lopes est un footballeur portugais né le 28 juillet 1991 à Esposende. Il joue actuellement au poste d'avant-centre à l'Anórthosis Famagouste.
Il est finaliste de la Coupe du monde des moins de 20 ans 2011 avec le Portugal.

## Biographie
Il commence sa carrière professionnelle au Varzim SC. Il joue ensuite en faveur du Vitória Setúbal et du Moreirense FC.

## Carrière
Arrêtées à l'issue de la saison 2015-2016
- 111 matchs et 10 buts en 1re division portugaise
- 50 matchs et 19 buts en 2e division portugaise

## Statistiques de joueur

### Synthèse
| Saison                | Club                  | Championnat           | Championnat | Championnat | Coupe(s) nationale(s) | Coupe(s) nationale(s) | Compétition(s) continentale(s) | Compétition(s) continentale(s) | Compétition(s) continentale(s) | Sélection | Sélection | Sélection | Total | Total |
| Saison                | Club                  | Division              | M.          | B.          | M.                    | B.                    | Comp.                          | M.                             | B.                             | Équipe    | M.        | B.        | M.    | B.    |
| 2010-2011             | Varzim SC             | Segunda Liga          | 27          | 10          | 4                     | 1                     | -                              | 0                              | 0                              | U20       | 1         | 0         | 32    | 11    |
| Sous-total            | Sous-total            | Sous-total            | 27          | 10          | 4                     | 1                     | -                              | 0                              | 0                              | -         | 1         | 0         | 32    | 11    |
| 2011-2012             | Vitória Setúbal       | Primeira Liga         | 24          | 3           | 5                     | 1                     | -                              | 0                              | 0                              | U20       | 10        | 1         | 39    | 5     |
| Sous-total            | Sous-total            | Sous-total            | 24          | 3           | 5                     | 1                     | -                              | 0                              | 0                              | -         | 10        | 1         | 39    | 5     |
| 2012-2013             | Moreirense FC         | Primeira Liga         | 21          | 0           | 5                     | 0                     | -                              | 0                              | 0                              | -         | 0         | 0         | 26    | 0     |
| Sous-total            | Sous-total            | Sous-total            | 21          | 0           | 5                     | 0                     | -                              | 0                              | 0                              | -         | 0         | 0         | 26    | 0     |
| 2013-2014             | FC Penafiel           | Segunda Liga          | 23          | 9           | 11                    | 5                     | -                              | 0                              | 0                              | -         | 0         | 0         | 34    | 14    |
| Sous-total            | Sous-total            | Sous-total            | 23          | 9           | 11                    | 5                     | -                              | 0                              | 0                              | -         | 0         | 0         | 34    | 14    |
| 2013-2014             | Académica             | Primeira Liga         | 12          | 0           | 1                     | 0                     | -                              | 0                              | 0                              | -         | 0         | 0         | 13    | 0     |
| 2014-2015             | Académica             | Primeira Liga         | 28          | 4           | 3                     | 0                     | -                              | 0                              | 0                              | -         | 0         | 0         | 31    | 4     |
| 2015-2016             | Académica             | Primeira Liga         | 26          | 3           | 3                     | 3                     | -                              | 0                              | 0                              | -         | 0         | 0         | 29    | 6     |
| Sous-total            | Sous-total            | Sous-total            | 66          | 7           | 7                     | 3                     | -                              | 0                              | 0                              | -         | 0         | 0         | 73    | 10    |
| 2016-2017             | GD Chaves             | Primeira Liga         | 11          | 1           | 3                     | 0                     | -                              | 0                              | 0                              | -         | 0         | 0         | 14    | 1     |
| Sous-total            | Sous-total            | Sous-total            | 11          | 1           | 3                     | 0                     | -                              | 0                              | 0                              | -         | 0         | 0         | 14    | 1     |
| Total sur la carrière | Total sur la carrière | Total sur la carrière | 172         | 30          | 35                    | 10                    | -                              | 0                              | 0                              |           | 11        | 1         | 218   | 41    |

## Palmarès

### En club
- KS Cracovie
  - Vainqueur de la Coupe de Pologne en 2020

- Legia Varsovie
  - Champion de Pologne en 2021

### En sélection
- Portugal -20 ans
  - Finaliste de la Coupe du monde des moins de 20 ans en 2011